# Клаусгольм (замок)
Замок Клаусгольм — великий данський маєток, розташований за 12 кілометрів на південний схід від Раннерса у східній Ютландії. Є одним із найкращих зразків будівель у стилі бароко.

## Історія
Вперше замок згадується у XIV столітті, коли його власник, Лаге Овесен, був одним з керівників повстання проти Вальдемара IV. У ті часи Клаусгольм був будівлею, що мала чотири крила й оточена ровом. Проте, коли у 1690-их маєток придбав перший данський великий канцлер Конрад фон Ревентлов, він був у вкрай занедбаному стані. Тому Ревентлов доручив відновлення замку архітектору Ернсту Бранденбургеру.
Замок було сплановано таким чином, що великий канцлер міг жити на першому поверсі, а другий поверх, що мав більш високу декоративну стелю, був призначений для високих королівських гостей. І замок, і парк є одним із найкращих прикладів архітектури бароканського періоду.
Замок набув слави завдяки дочці великого канцлера, Анні Софії, коли її викрав закоханий король Фредерік IV. Анна Софія стала його королевою 1721, утім, коли король помер 1730, вона повернулась до Клаусгольма разом зі своїм двором.
У замковій каплиці, прикрашеній Анною Софією, розміщується один з найстаріших органів Данії, збудований близько 1700 року братами Ботцен з Копенгагена.

## Реставрація
Оскільки замок не мав водопроводу й електрики, упродовж багатьох років він використовувався лише влітку. Але 1964 року нові власники, Генрік і Рут Бернер, провели модернізацію, в результаті чого замок повернувся до життя.
Реставраційні роботи тривали упродовж значного періоду, велика увага приділялась збереженню історичних будівель, що практично не змінювались з 1730-их років. Зусилля отримали винагороду 1994, коли королева Маргрете II присудила премію Europa Nostra за значні зусилля у збереженні культурної спадщини.

## Парк і землі
Великий парк у стилі бароко з його водограями та алеями було розбито у XVIII столітті. 2009 за підтримки фонду Realdania парк було цілковито оновлено.
На 900 гектарах землі розміщуються маєтки Шільдензеє, Софі-Амалієгард, Софієнлунд та Еструпгард.